# Nemzeti SC
Nemzeti SC – węgierski klub piłkarski z siedzibą w Budapeszcie działający w latach 1906–1945.

## Historia

### Chronologia nazw
- 1906: Nemzeti Sport Club
- 1926: Nemzeti Sportkedvelők Clubja
- 1940: Nemzeti Sport Club
- 1942–1945: klub nie funkcjonuje
- 1945: Nemzeti Sport Club

## Osiągnięcia
- III miejsce : 1909/1910
- W lidze (21 sezonów) : 1909/10-1913/14, 1919/20, 1924/25-1933/34, 1936/37-1939/40, 1945